# Podul Regele Baudouin din Huy
Podul Regele Baudouin (în franceză Pont Roi Baudouin) este un pod rutier pe arce în orașul valon Huy din Belgia. Podul traversează fluviul Meuse la km 77+262 și conectează străzile Rue Neuve de pe malul stâng și Avenue des Ardennes de pe malul drept. Podul Regele Baudouin este principala legătură peste Meuse între secțiunile orașului situate pe cele două maluri, asigurând un traseu direct între gara Huy de pe malul stâng și centrul localității, aflat pe malul drept.
Înaintea Podului Regele Baudouin, trei alte poduri au existat pe același amplasament.

## Istoric

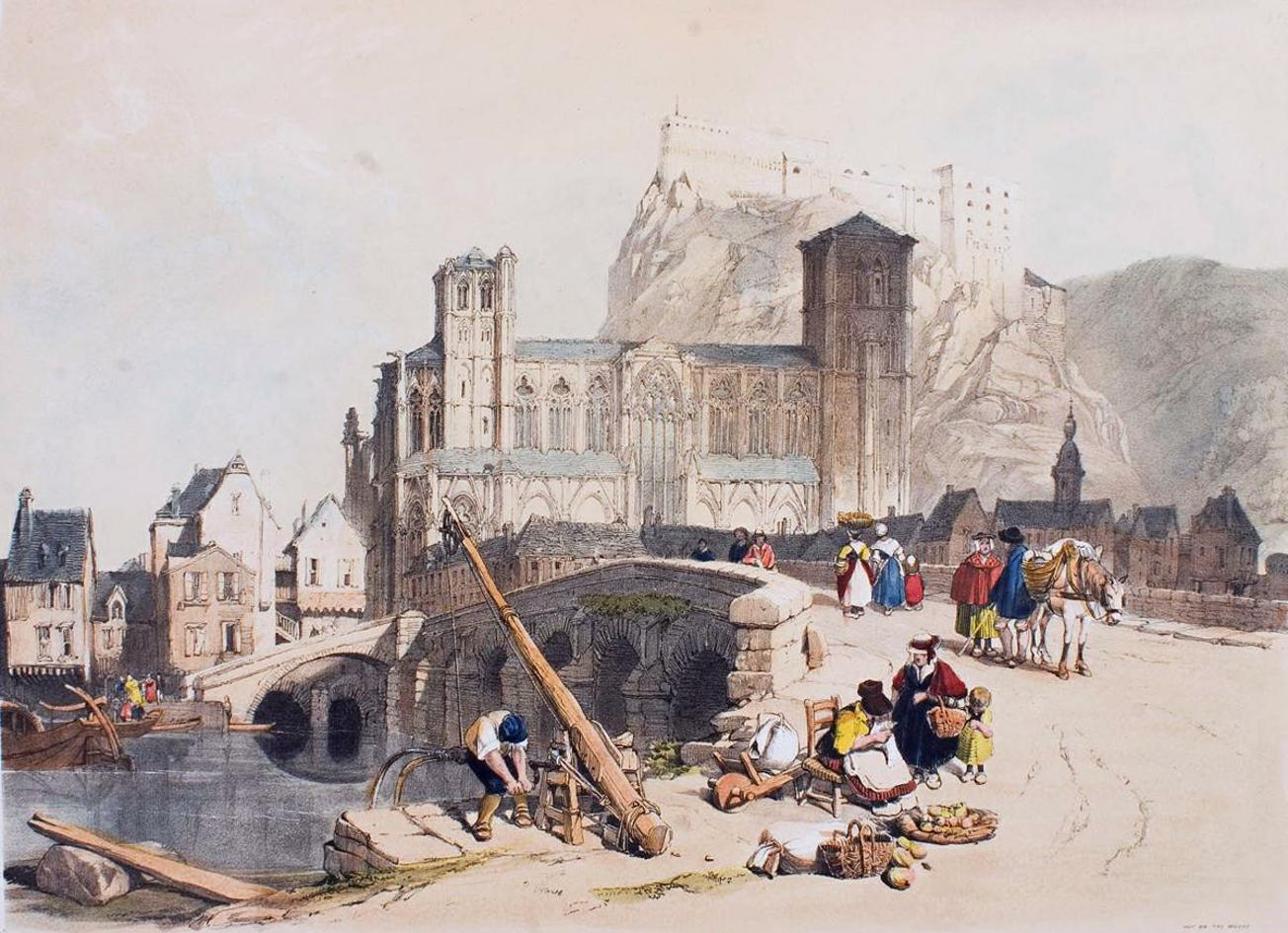
Li Pontia în 1838.

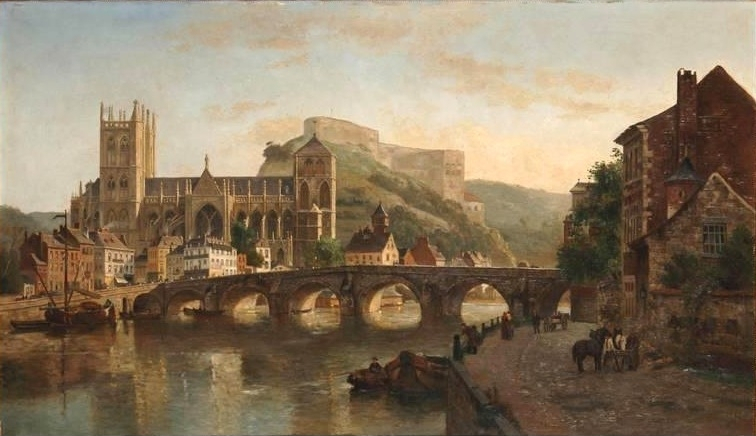
Li Pontia în jurul anului 1880, pictură de Gustave Walckiers.

Pe 30 iunie 1294 a fost pusă piatra de temelie a primului pod de piatră peste Meuse din Huy, construit pe acest amplasament. Lucrarea a costat 6600 de livre, a fost terminată în 1303 și denumită simplu, Li Pontia, „Podul”, în dialectul valon local.
Li Pontia avea 7 deschideri pe arce, iar în punctul său cel mai înalt se afla la 138 de metri deasupra fundului Meusei. Pe pod au început să fie construite locuințe, iar în anul 1343, pe el a fost instalată și închisoarea orașului. Aspectul său era mai degrabă cel al unei străzi decât al unei lucrări de artă.
În 1676, în timpul războiului Olandei (1672–1678), armata franceză a ocupat orașul Huy și a distrus două arce și două pile ale Li Pontia. În apropierea amplasamentului său a fost construit un pod temporar de vase pentru a permite circulația de pe un mal pe celălalt. Reconstrucția Li Pontia a început pe 27 septembrie 1680 și s-a încheiat în 1686, fiind finanțată prin taxele percepute pentru traversarea podului de vase.
În 1693, în timpul Războiului de nouă ani, comandamentul militar din Huy a dispus dinamitarea mai multor arce ale podului pentru a împiedica trecerea armatei franceze. Ulterior, porțiunile distruse au fost refăcute folosindu-se ca material de construcție lemnul.
În 1701 a izbucnit Războiul Succesiunii Spaniole, iar pe 15 august 1703, trupele franceze de ocupație au distrus din nou parțial podul, care a fost apoi supus unor importante lucrări de reparații abia în 1714.
În noaptea de 14/15 iulie 1749, în urma unei ruperi de nori, râul Hoyoux, afluent al Meusei, s-a umflat rapid și a ieșit din matcă, provocând o inundație și numeroase distrugeri în Huy. Conform ziarului Le Télégraphe, „Podul cu Lanțuri a fost singurul din cele 22 existente [peste Hoyoux] care a rezistat”. Viitura s-a propagat apoi pe Meuse și a distrus o parte din prima pilă a Li Pontia, avariind „în mod semnificativ primul arc al podului”.
În martie 1793, în timpul retragerii din Țările de Jos după înfrângerea din Bătălia de la Neerwinden, trupele franceze au aruncat în aer arcul central al podului. Arcul a fost apoi reconstruit în lemn, iar în 1808 în piatră.
În noaptea de 14/15 august 1914, la ora 23:30, trupele belgiene aflate în retragere spre Namur au dinamitat arcul central al podului pentru a întrerupe circulația și a încetini invazia trupelor germane în Primul Război Mondial. Geniștii au considerat că e nevoie de o cantitate foarte mare de explozibil pentru a disloca lespezile din care era construit podul, astfel că explozia a fost una foarte violentă, bucăți mari de piatră, pavaje și alte resturi fiind proiectate în aer și avariind clădiri, acoperișuri și distrugând vitrine. Trupele germane au executat cu rapiditate unele reparații pentru a permite reluarea circulației pe pod și au solicitat municipalității să suporte cheltuielile. Reparații mai semnificative au avut loc după război, în 1920–1921.
Ultima distrugere a podului a survenit în Al Doilea Război Mondial, fiind dinamitat în 1940, în timpul invadării Belgiei de către trupele naziste.
După război s-a decis construcția unui pod nou, cu doar trei arce, care să permită o navigație mai ușoară pe Meuse. Noul pod a fost inaugurat pe 9 iunie 1956, în prezența Regelui Baudouin, și poartă numele acestuia.

## Descriere
Podul Regele Baudouin este un pod pe arce cu trei deschideri peste fluviul Meuse: 35,15 m + 40,00 m + 35,15 m. Lungimea sa totală este de 120,30 m, iar lățimea tablierului de 18,00 m, din care cea a părții carosabile este de 12,00 m. Podul este traversat de drumul național N64 și are 4 benzi de circulație și două trotuare pietonale, fiecare cu lățimea de 3,00 m.
În 1966, pe culeea de pe malul stâng a fost instalat un grup statuar intitulat „Les Bourgeois” (în română Burghezii), realizat de sculptorul Pierre Pétry. Monumentul este așezat pe o lespede de piatră inscripționată „1686”, care a fost folosită în acel an la construcția vechiului Li Pontia.
Podul Regele Baudouin este întreținut în comun de SPW Direction générale opérationnelle de la Mobilité et des Voies hydrauliques și de SPW Mobilité et Infrastructures, diviziile pentru căi navigabile, respectiv mobilitate și infrastructură ale Service Public de Wallonie, administrația Regiunii Valone.

## Galerie de imagini

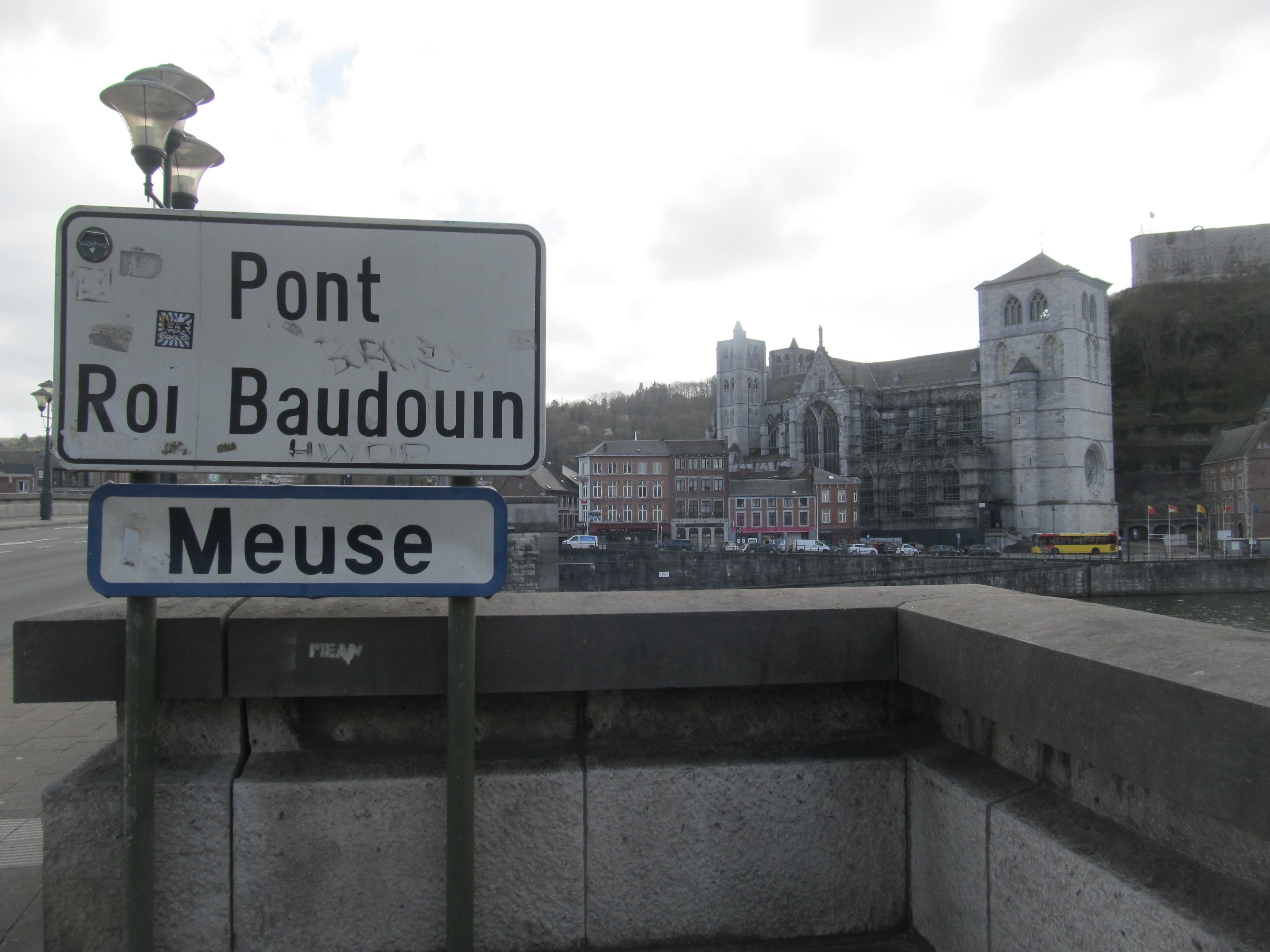
Indicator cu denumirea podului
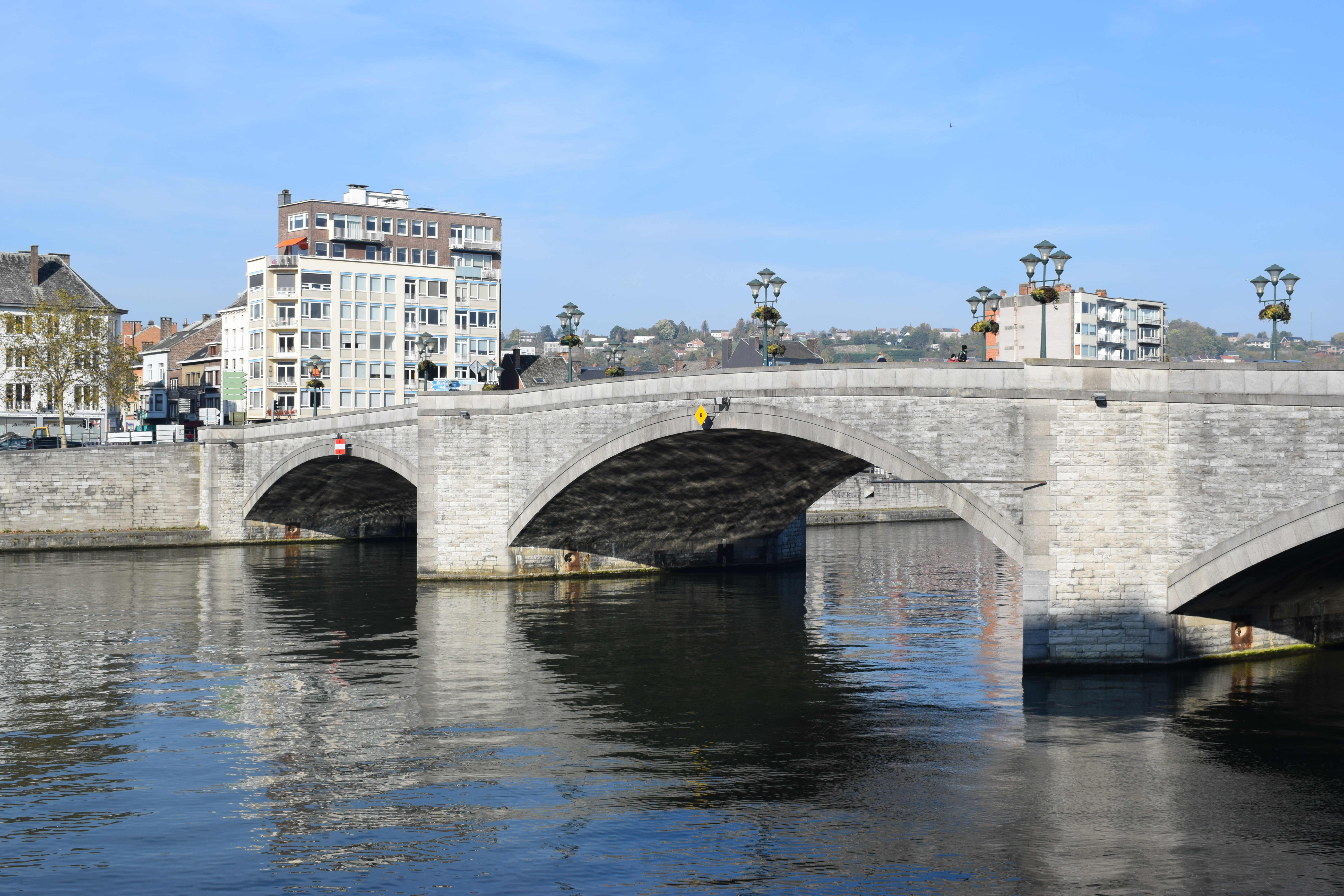
Vedere de pe malul drept
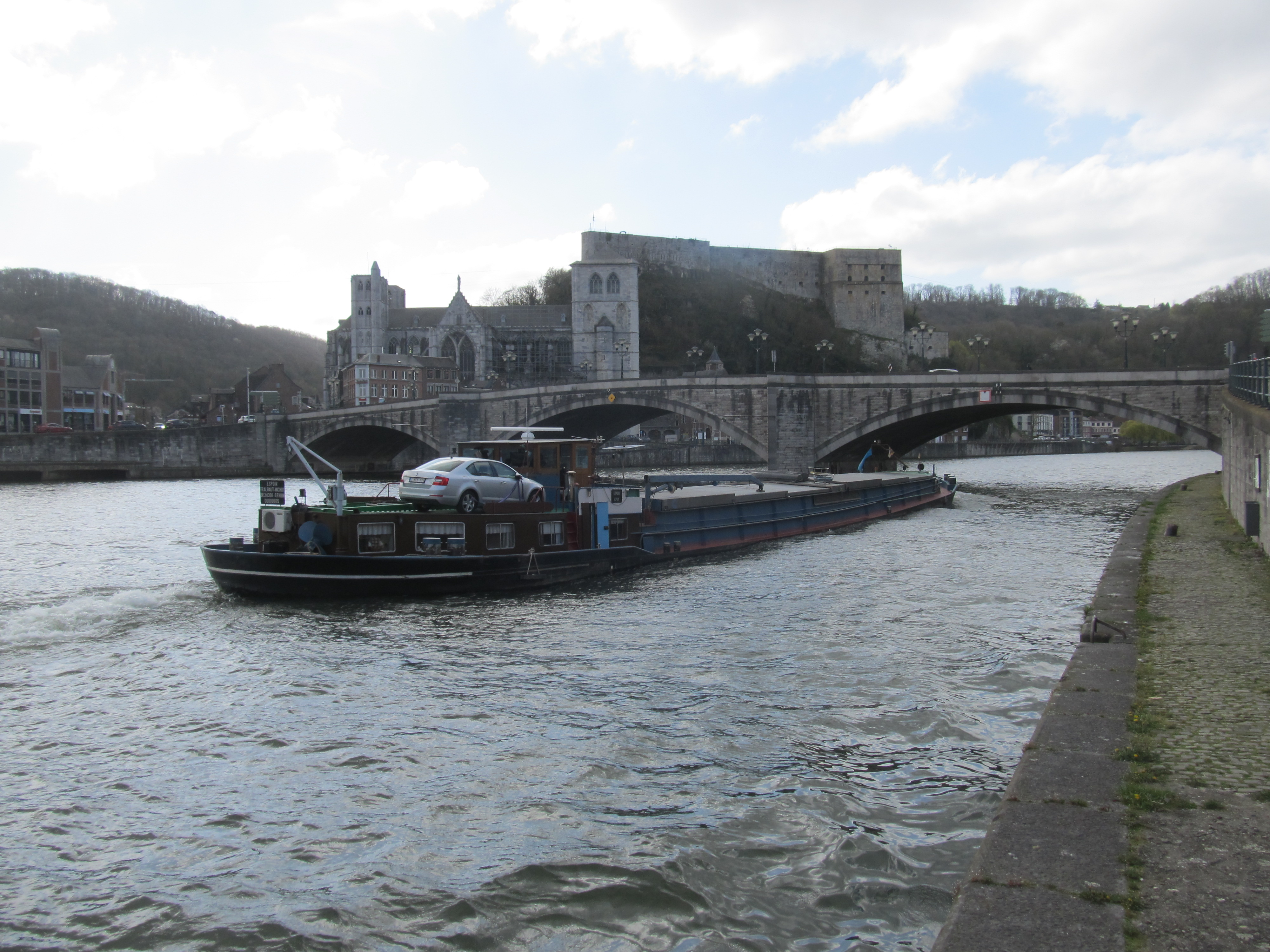
Barjă traversând pe sub pod
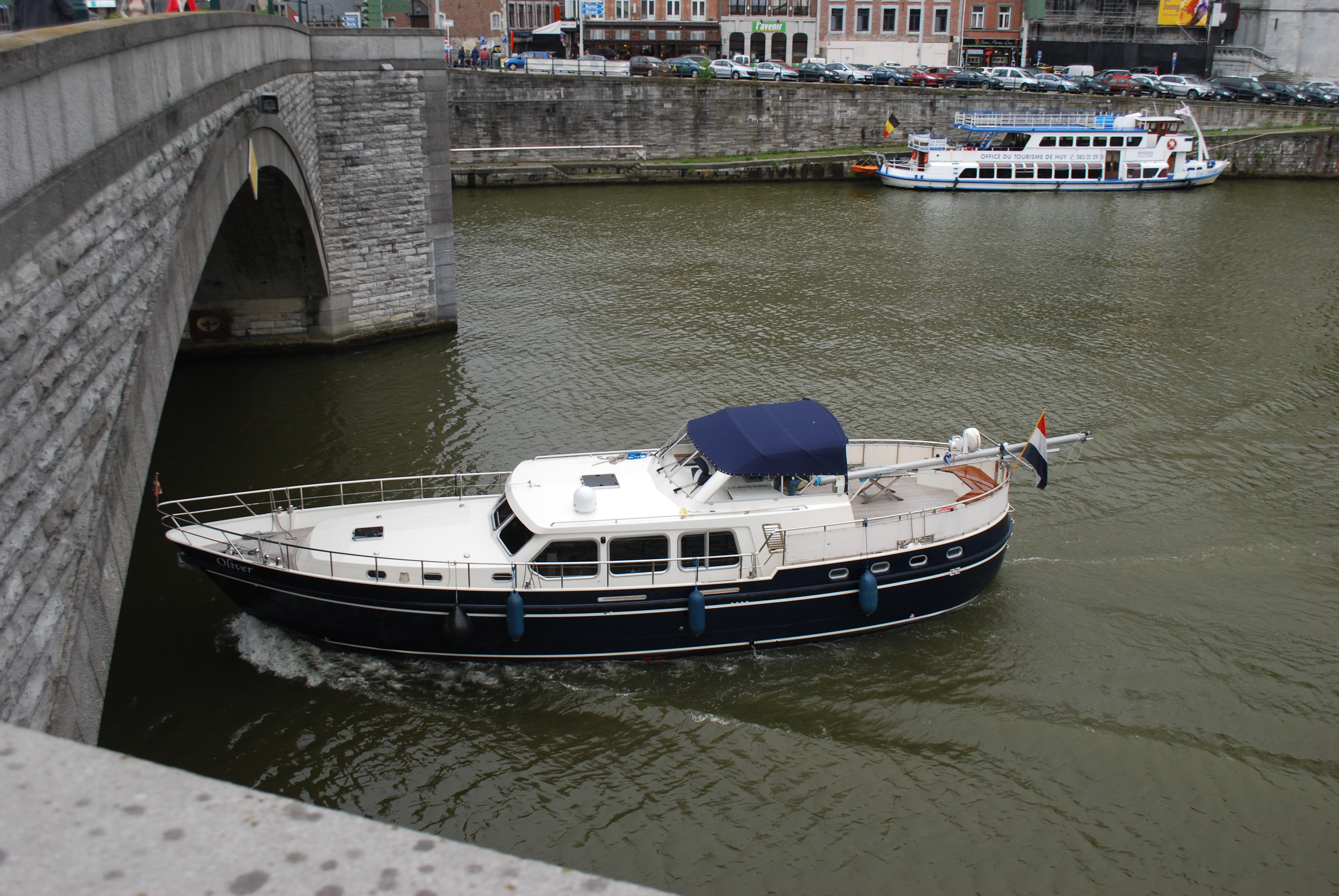
Iaht traversând pe sub pod
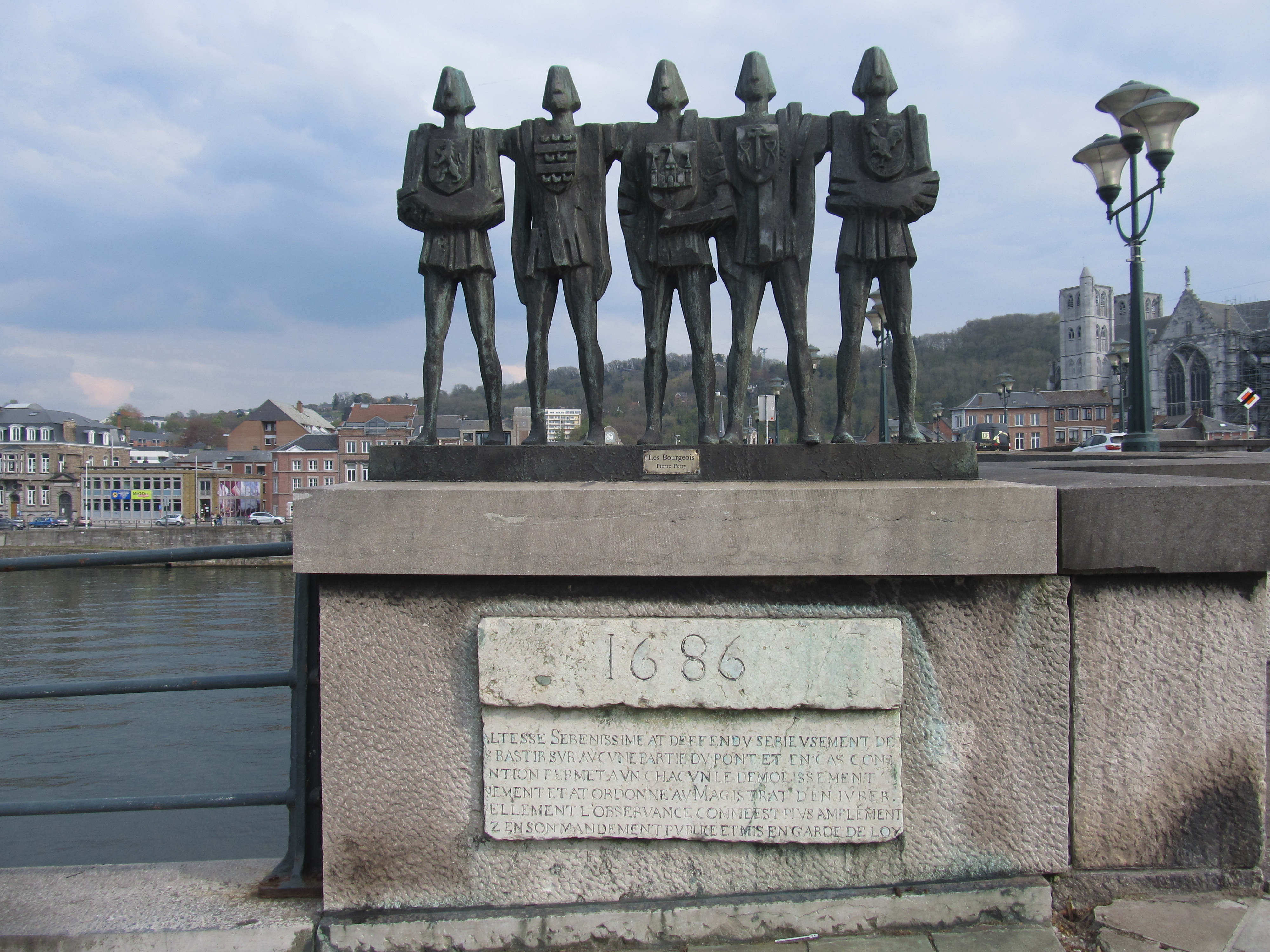
Grupul statuar „Les Bourgeois”